# スクリュークリート
スクリュークリート （スクリュー圧式コンクリートポンプ） は、鉄道、道路、水路、下水道や小中断面ケーブル等のトンネル工事、又シールド工事の二次覆工において、コンクリートの巻立打設の手段として用いられるレール工法式トンネル建設機械である。特に、狭小な導抗や、都市の小中断面トンネル、トンネル内環境が重要視される長大トンネルや、高能率の打設運搬が求められるトンネルにおいて近年使用されている。

## 概要
トンネル内に敷設されたレール上を走行する台車、生コンクリートを圧送するヘッダ、そして生コンクリートを攪拌するミキシングドラムを備えたコンクリート打設運搬機械である。また、油圧式スクリュークリートは、湿式吹付けにも使用できる。

### 特長
スクリュークリートはミキシングドラム自体が回転しないので安全である。ドラム内に傾斜した固定羽根を備えており、コンクリートを混錬し、ヘッダ部分に生コンクリートを送り、空気圧によって排出する。長大の場合は生コンクリートのスランプも軟らかく、粗骨材が沈殿しやすく固化しがちであるが、走行中に車軸の回転を駆動源として、油圧ポンプ、油圧モーターを介して、羽根を回転させることにより、下部に設けてある均等な生コンクリートが圧送できる。ドラム内の空気は排気できるようになっている。

#### 仕様
1.5、2.0、3.0、6.0m3がある。吹付用（油圧式）は、3.0m3がある。

## 操作に必要な資格
無し

## メーカー
- SKK柴田建機研究所